# Electronic Industries Alliance

Logo

Die Electronic Industries Alliance (EIA) war ein US-amerikanischer Unternehmerverband, der etliche wichtige Standards entwickelt hat, um die Zusammenarbeit von Geräten unterschiedlicher Hersteller zu gewährleisten. Der Verband als solcher hat sich Ende 2010 aufgelöst, die Aufgaben werden aber von den Einzelorganisationen weitergeführt.

## Geschichte

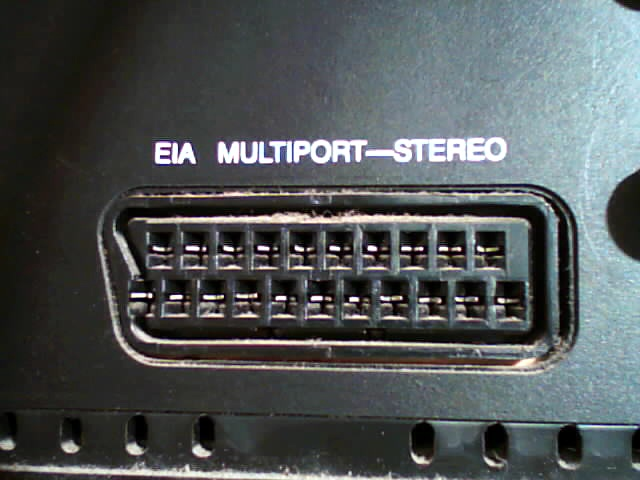
SCART-Buchse mit EIA-Bezeichnung

1924 schlossen sich die US-amerikanischen Radiohersteller unter dem Namen Associated Radio Manufacturers zusammen, um sich noch im gleichen Jahr in Radio Manufacturers Association (RMA) umzubenennen. Der Aufschwung der Elektronik brachte neue Aufgaben, neue Mitglieder und entsprechende Namenswechsel: 1950 in Radio Television Manufacturers Association (RTMA), 1953 in Radio Electronics Television Manufacturers Association (RETMA) und 1957 in Electronic Industries Association (EIA). 1997 fand die letzte Umbenennung in Electronic Industries Alliance (EIA) statt; das spiegelte die Entwicklung weg von der reinen Herstellervereinigung wider.
Der Sitz der Association war in Arlington, Virginia. Zuletzt gehörten dem Verband folgende Organisationen an:
- ECA – Electronic Components, Assemblies, Equipment & Supplies Association
- JEDEC – JEDEC Solid State Technology Association, früher Joint Electron Device Engineering Councils
- GEIA – (jetzt zu TechAmerica), Government Electronics and Information Technology Association
- TIA – Telecommunications Industry Association
- CEA – Consumer Electronics Association

Mit Beginn des Jahres 2011 hat sich der Unternehmensverband aufgelöst. Die Einzelorganisationen führen die entsprechenden Aufgaben weiter. Die EIA Standards werden zukünftig von der ECA verwaltet, deren Name aber auch verschwinden wird, da sich die ECA zum selben Zeitpunkt mit der National Electronic Distributors Association (NEDA) zur neuen Electronic Components Industry Association (ECIA) vereinigt hat.

## Standards
Die EIA hat eine Vielzahl von wichtigen Standards und Normen hervorgebracht, z. B. RS-232 als Standard für Modemverbindungen weltweit und EIA-422 (ehemals RS-422), RS-423 und EIA-485 (früher RS-485).
Die Funktions- und Namenswechsel der Vereinigung haben sich auch in den Bezeichnungen dieser Standards niedergeschlagen und sorgen bis heute für Verwirrung.
Ursprünglich wurden die Standards mit dem Präfix RS- (für Recommended Standard) und einer Nummer identifiziert.
In späteren Jahren hat die EIA neue Standards und neue Versionen bestehender Standards mit dem Präfix EIA gekennzeichnet. Mit der Gründung der TIA wurde für Kommunikationsstandards das Präfix TIA verwendet, nach der Unterstellung der TIA unter die EIA schließlich EIA/TIA. Das American National Standards Institute (ANSI), die US-amerikanische Stelle für Normung, hat die EIA und später die TIA akkreditiert und die Standards erhalten deshalb offiziell das Präfix ANSI EIA oder ANSI EIA/TIA.
In der Folge kann ein einzelner Standard, etwa der bekannte Standard 232 für die serielle Schnittstelle, wahlweise RS-232, EIA-232, TIA-232, EIA/TIA-232, ANSI EIA-232, ANSI EIA/TIA-232, und so weiter genannt werden. Formal korrekt ist natürlich das, was auf dem Standard steht: Beim Standard 232 heißt die aktuelle Version ANSI EIA/TIA-232-F-1997, diejenige von 1969 jedoch RS-232-C. Das Suffix -F bzw. -C kennzeichnet die Version des Standard, danach folgt bei neueren Versionen noch das Jahr.
Die EIA war auch Initiator und Mitbegründer der Internet Security Alliance.